# Port-musée de Douarnenez
Le port-musée de Douarnenez, Finistère (France), inauguré en mai 1993, se situe au Port-Rhu sur l'ancienne ria de Pouldavid qui sépare Douarnenez et le quartier de Tréboul. Il prit la suite de l'ancien Musée du bateau, ouvert en 1985 à l'initiative de l'association locale Treizour créée en 1979. Dès 1986, l'association fit don à la ville de Douarnenez de sa collection  de coques collectées depuis sa création et le musée devint municipal.
Le port-musée est consacré aux bateaux et aux hommes de Bretagne et d'ailleurs. Il possède une collection de référence nationale.

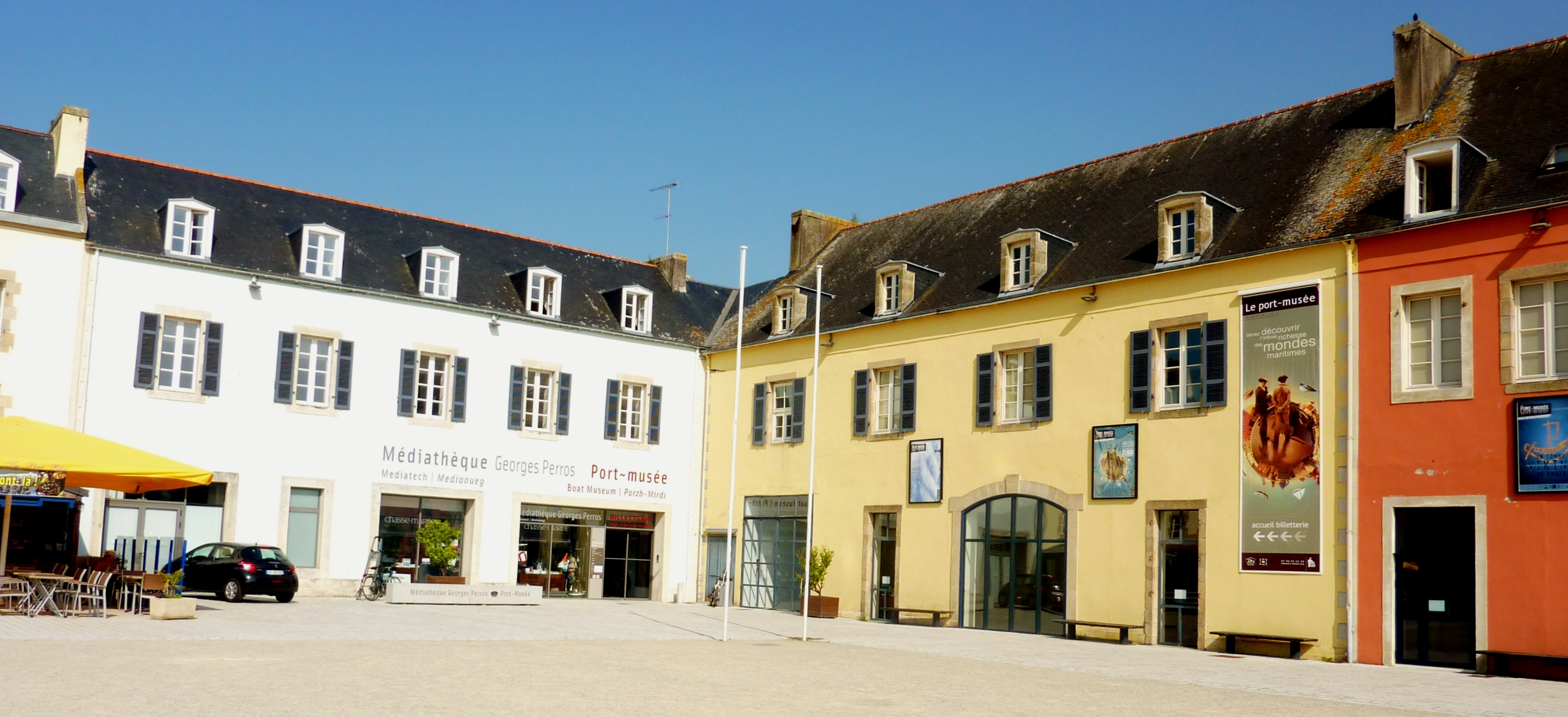
La place de l'Enfer avec la maison du Port-Musée et la médiathèque Georges Perros.
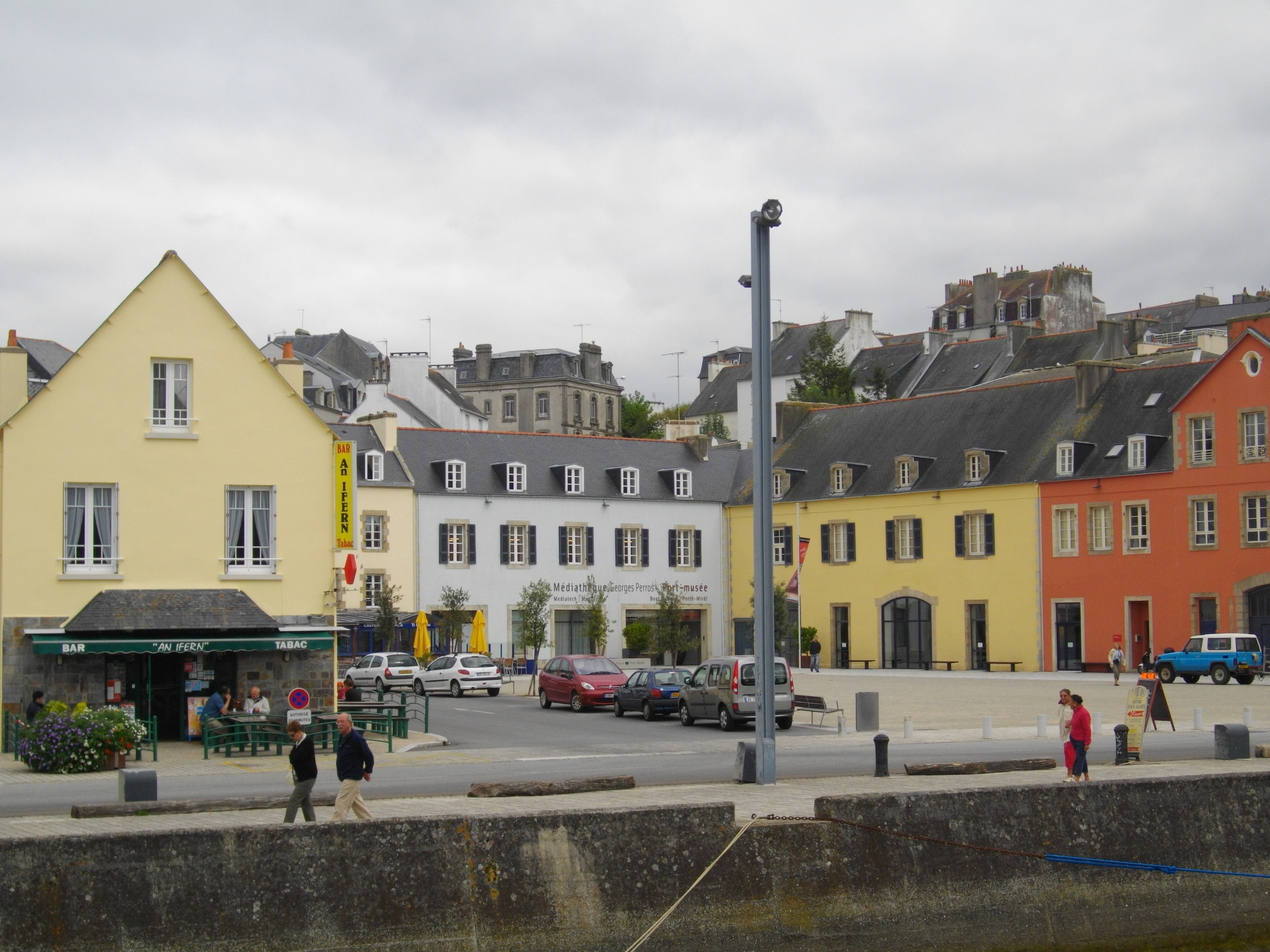
Vue générale de la Place du Musée.

En 1988, la poste émet un timbre dédié au "Musée du bateau à Douarnenez".

## Musée à terre
Le musée, installé dans une ancienne conserverie de sardines, possède une collection de bateaux premiers, bateaux de plaisance, de pêche ainsi qu'une multitude d'objets. Le musée à flot ouvert du 1er avril à la fin du mois d'octobre est unique en France. Les 5 bateaux ouverts à la visite se laissent découvrir[pas clair] dans la ria du Port-rhu, à proximité de l'île Tristan. Trois sujets : pêche, cabotage et plaisance.

L'estacade a été rénové en 2006. La visite se fait grâce à des films et des audio-guides.

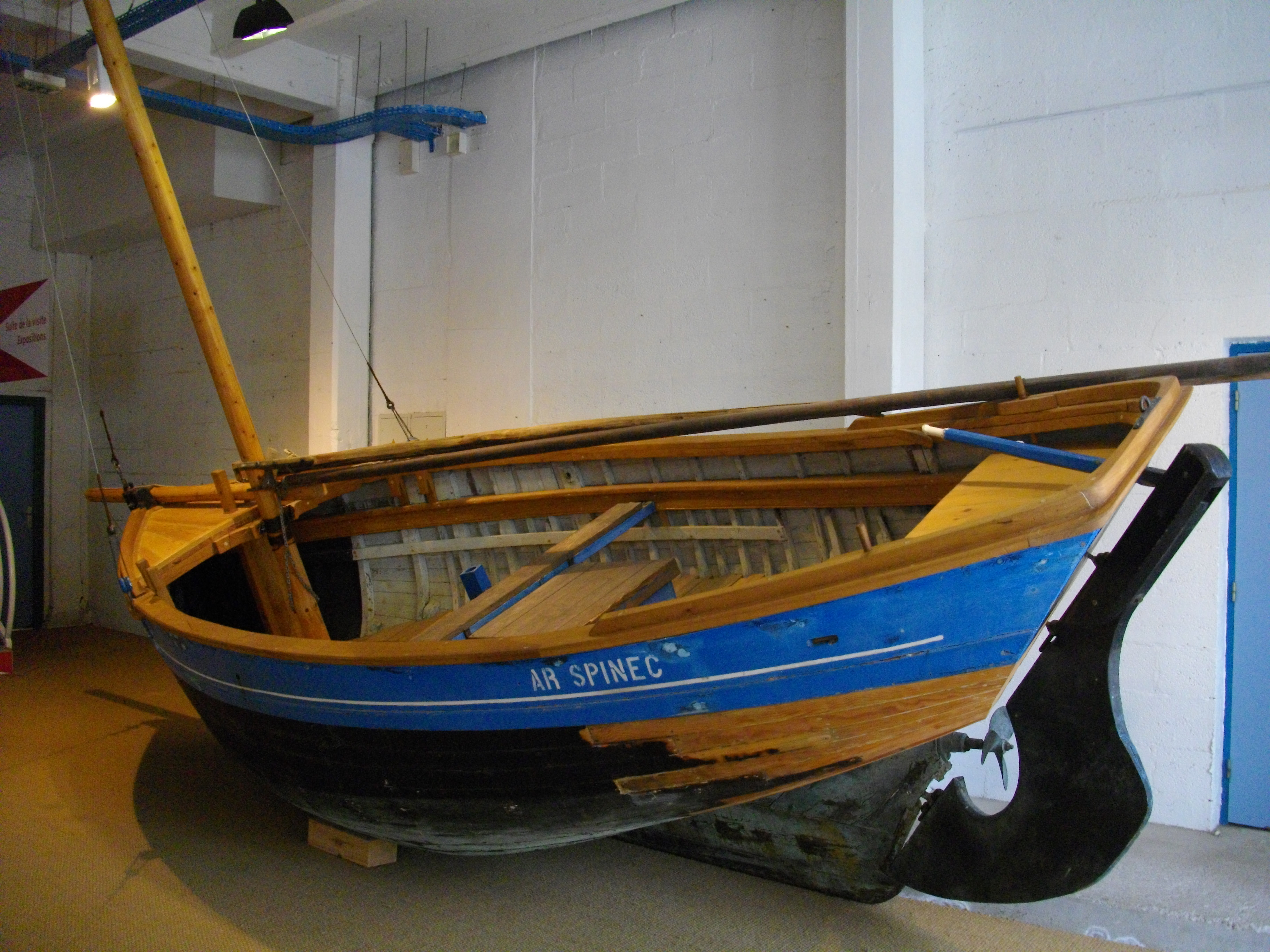
Ar Spinec : caseyeur sénan
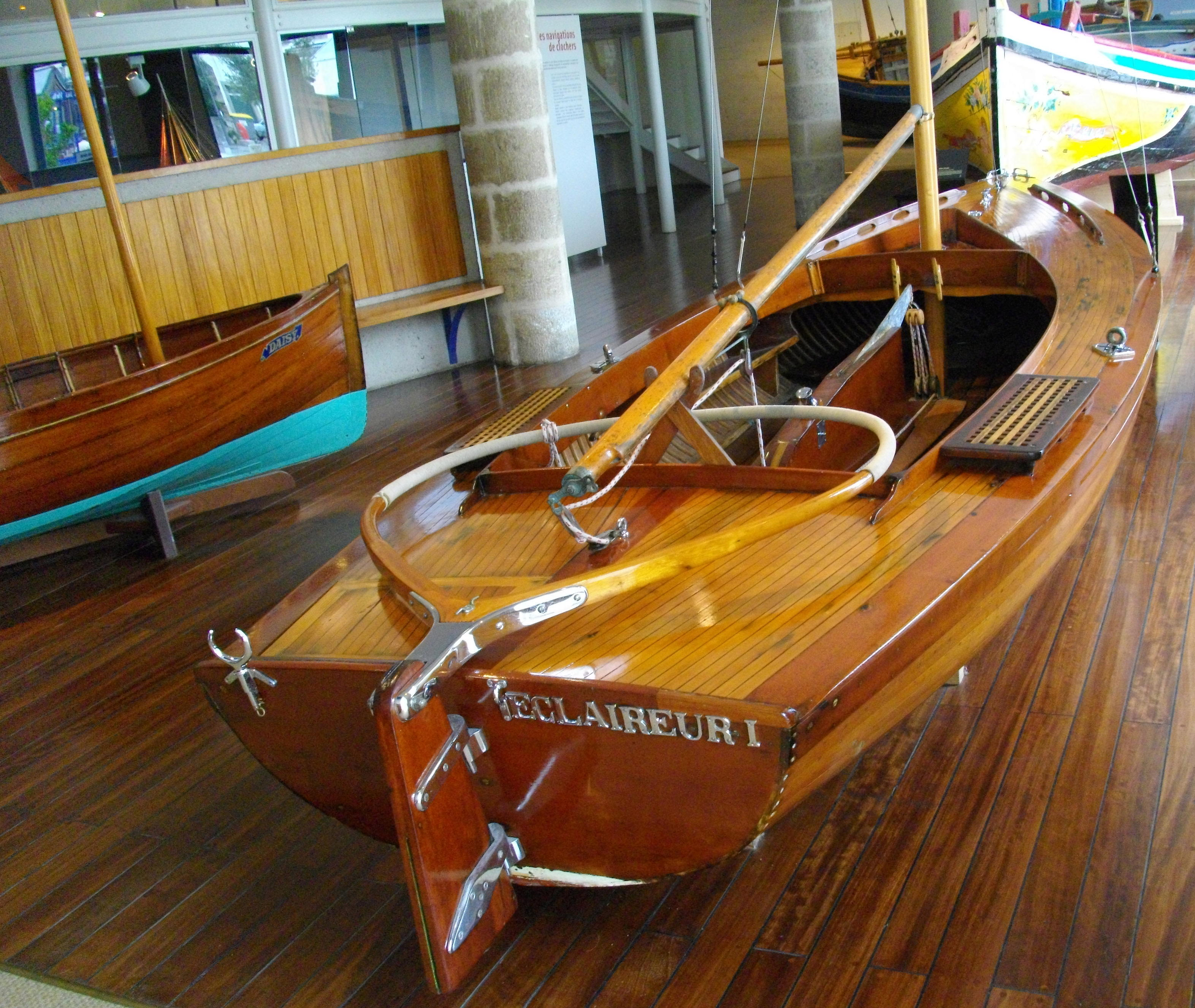
Eclaireur I : voilier de plaisance
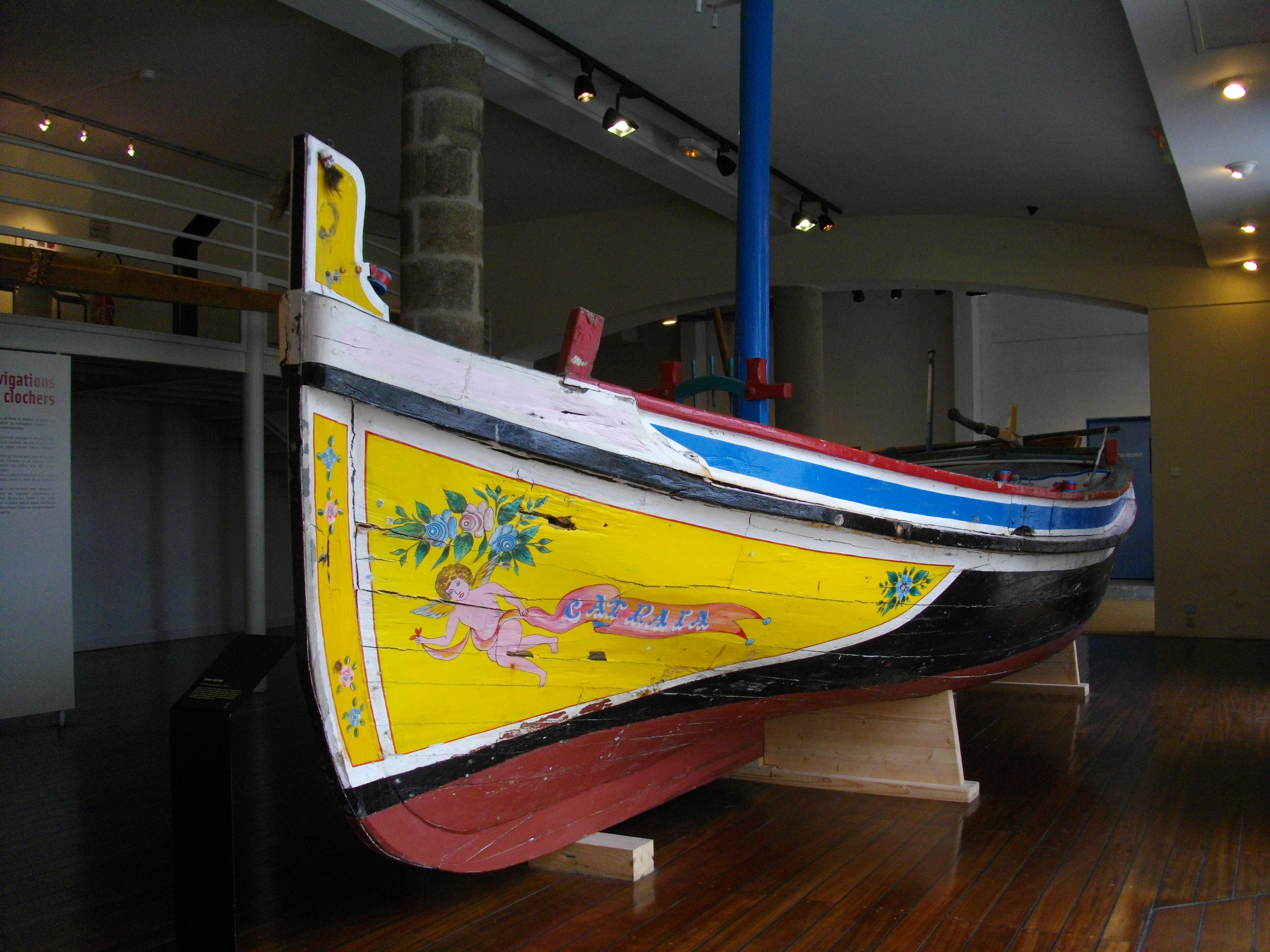
bateau de pêche portugais
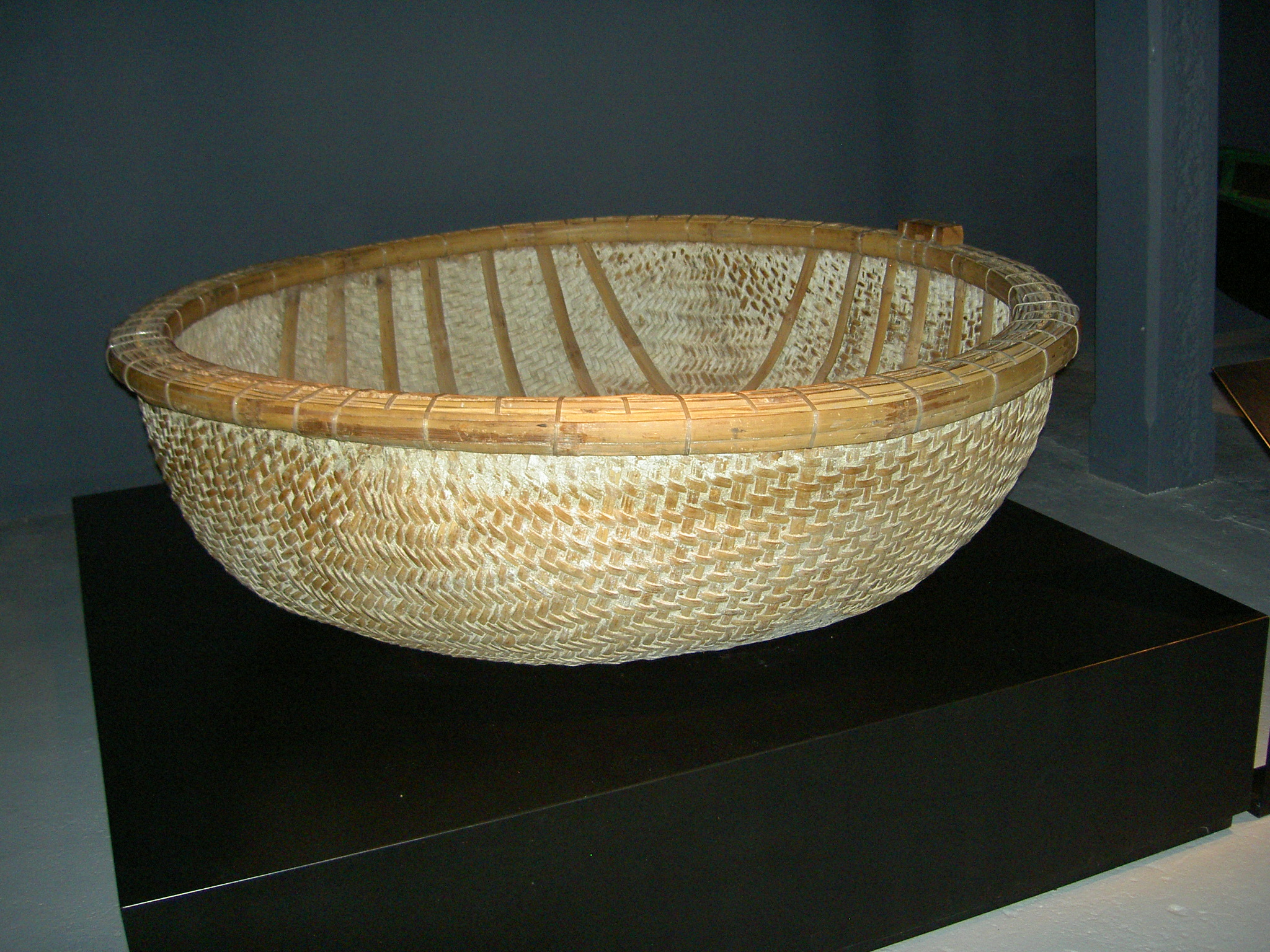
Bateau panier du Vietnam. Fabriqué avec des bambous
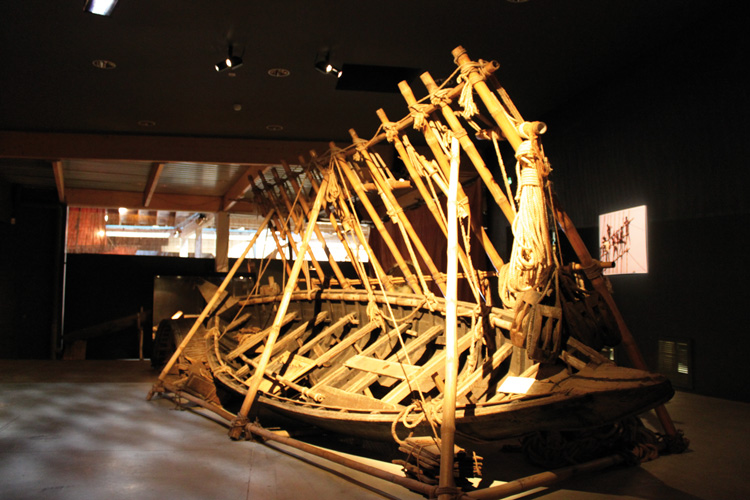
Bateau voiles anciennes du Bangladesh

## Fréquentation
Pour des raisons techniques, il est temporairement impossible d'afficher le graphique qui aurait dû être présenté ici.

## Expositions temporaires
Le port-musée présente diverses expositions temporaires, sur les thèmes liés à la navigation ou à la mer. Ces expositions sont installées pour une durée de 4 à 24 mois et parfois créés en partenariat avec des associations

## Animations
Des animations, gratuites sur présentation du billet d'entrée, sont proposées l’été et à chaque vacances scolaires. De mi juillet à mi août les animations sont proposées chaque jour: visite sur l'histoire de Douarnenez et de la pêche à la sardine, rencontre avec d'anciens marins pour découvrir le ramendage de filets mais aussi le tannage des voiles, le matelotage, etc., ainsi que des dégustations de produits locaux...

## Musée à flot
Le musée à flot ouvert du 1er avril à la fin du mois d'octobre est le premier en France avant celui de Dunkerque.

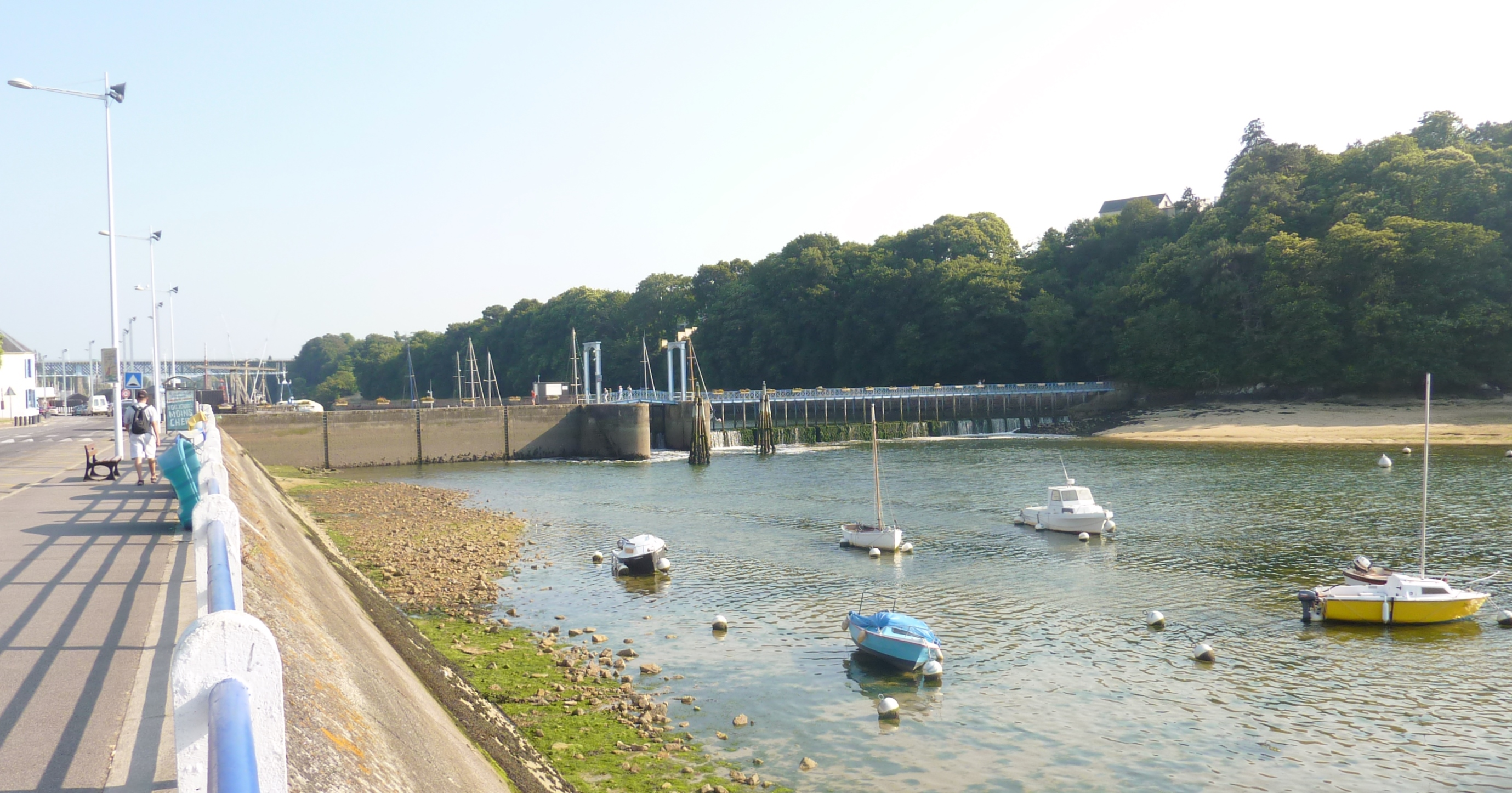
La digue-écluse vue de l'aval, fermant le Port-Rhu, le transformant en bassin à flot à marée basse
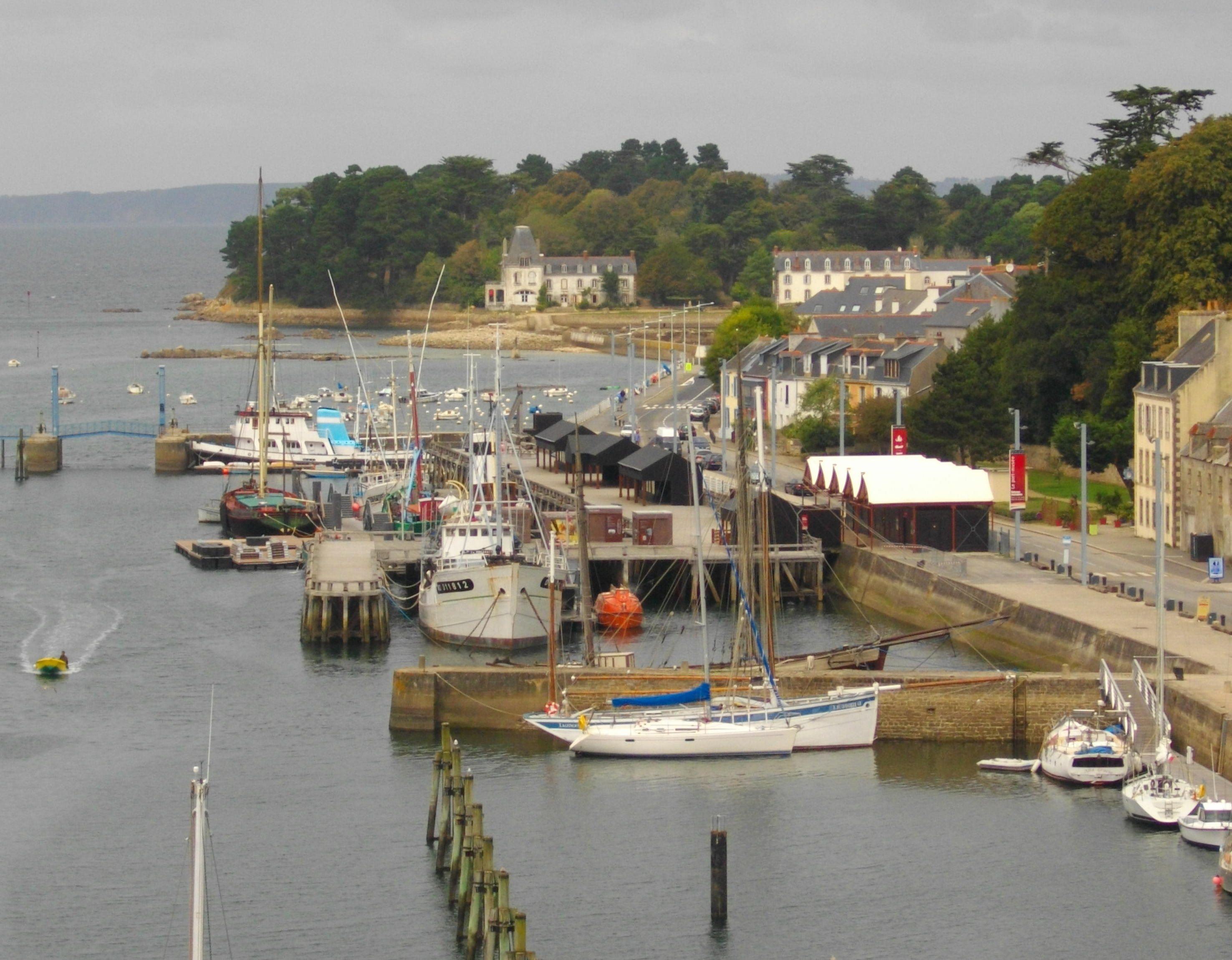
L'estacade entourée de bateaux du Port-Rhu.
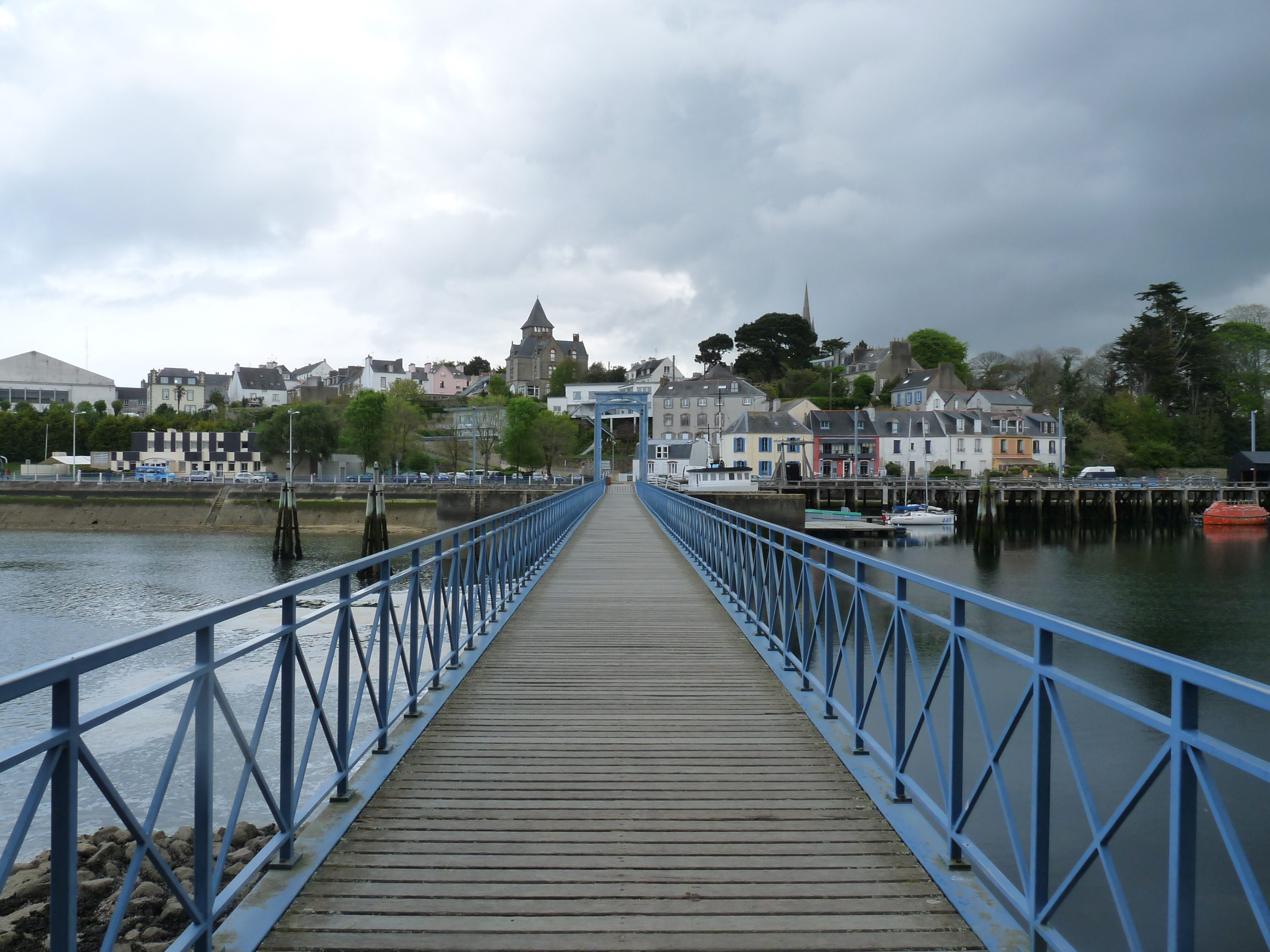
La passerelle "Jean Marin" au dessus du barrage prolongeant l'écluse.
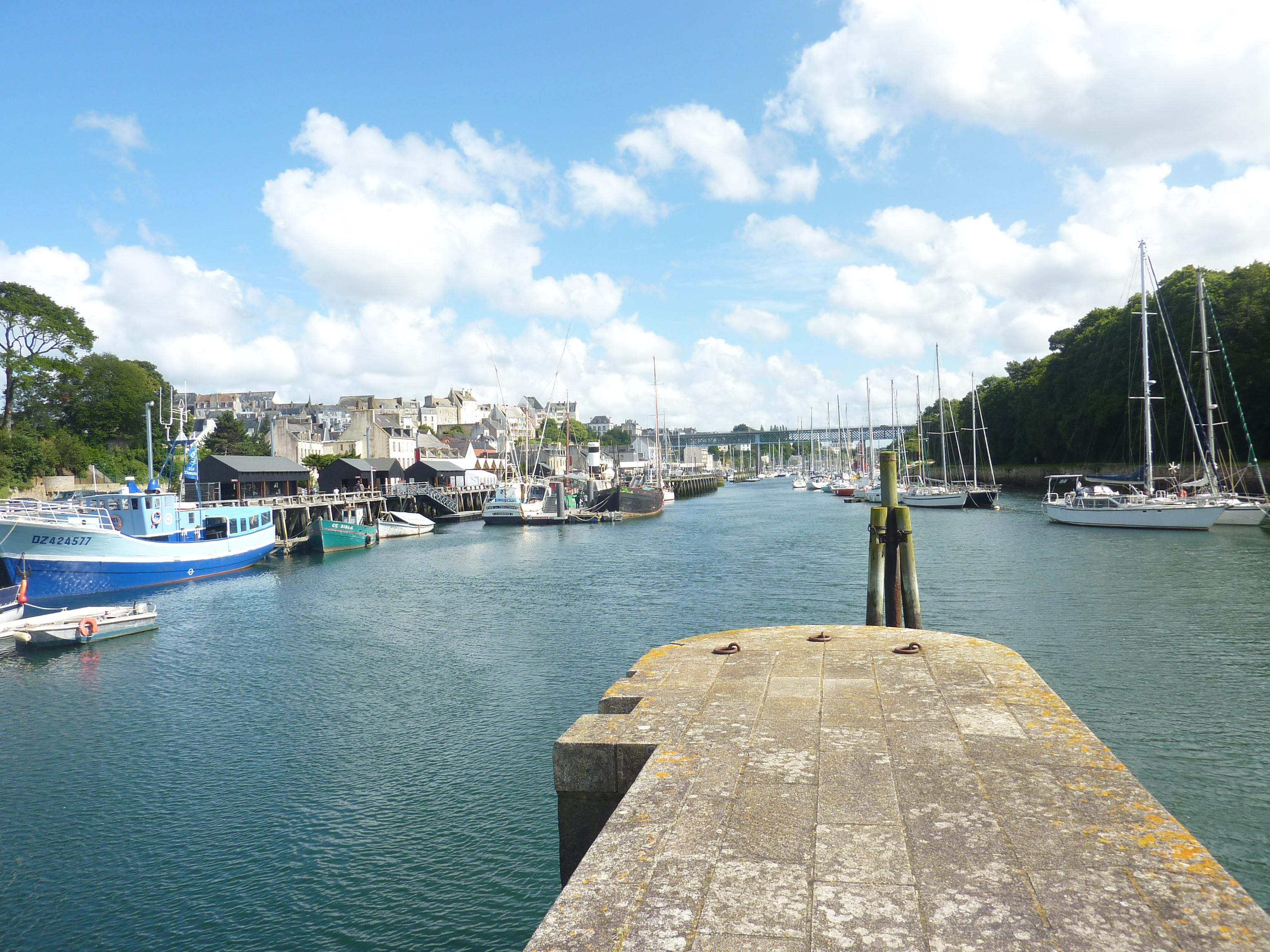
Le Port Rhu vu en amont de l'écluse et de la passerelle "Jean Marin"

Les bateaux ouverts à la visite se laissent découvrir[pas clair] dans le cadre de la ria du Port-Rhu, à proximité de l'île Tristan. Trois sujets sont proposés : pêche, cabotage et plaisance.
- Estacade du Musée :
  - Le Dieu Protège, gabare bretonne de 1951, (en restauration)
  - Le Roi Gradlon, ancien baliseur des phares et balises du Morbihan
  - Le Saint-Denys, remorqueur à vapeur britannique de 1929,
  - Le bateau goémonier L'Estran, qui exploitait les laminaires aux environs de l'Île de Sein
- Réserve du Musée :
  - Le Scarweather, bateau-feu d'origine anglaise, rénové en 2008 en attente de finition
  - Bateau de survie du porte-conteneurs Rokia Delmas, échoué en 2006.
  - L'Anna-Rosa, caboteur norvégien à voile,
  - Le Notre-Dame des Vocations, thonier d'Audierne de 1962.
  - Le Northdown, barge à voile de la Tamise de 1924, au cimetière des bateaux de Port-Rhu, faute d'une restauration.

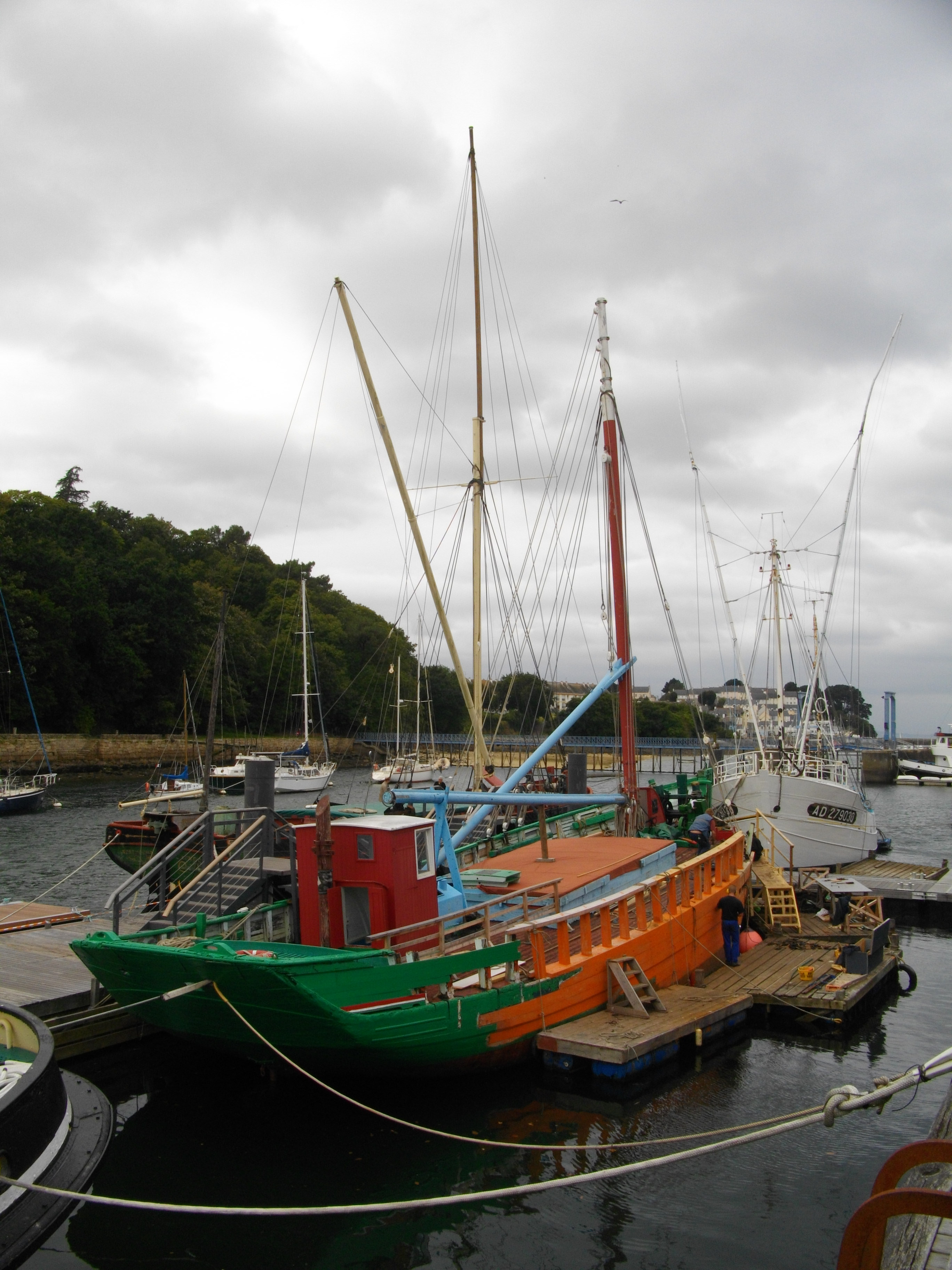
La gabare Dieu Protèg
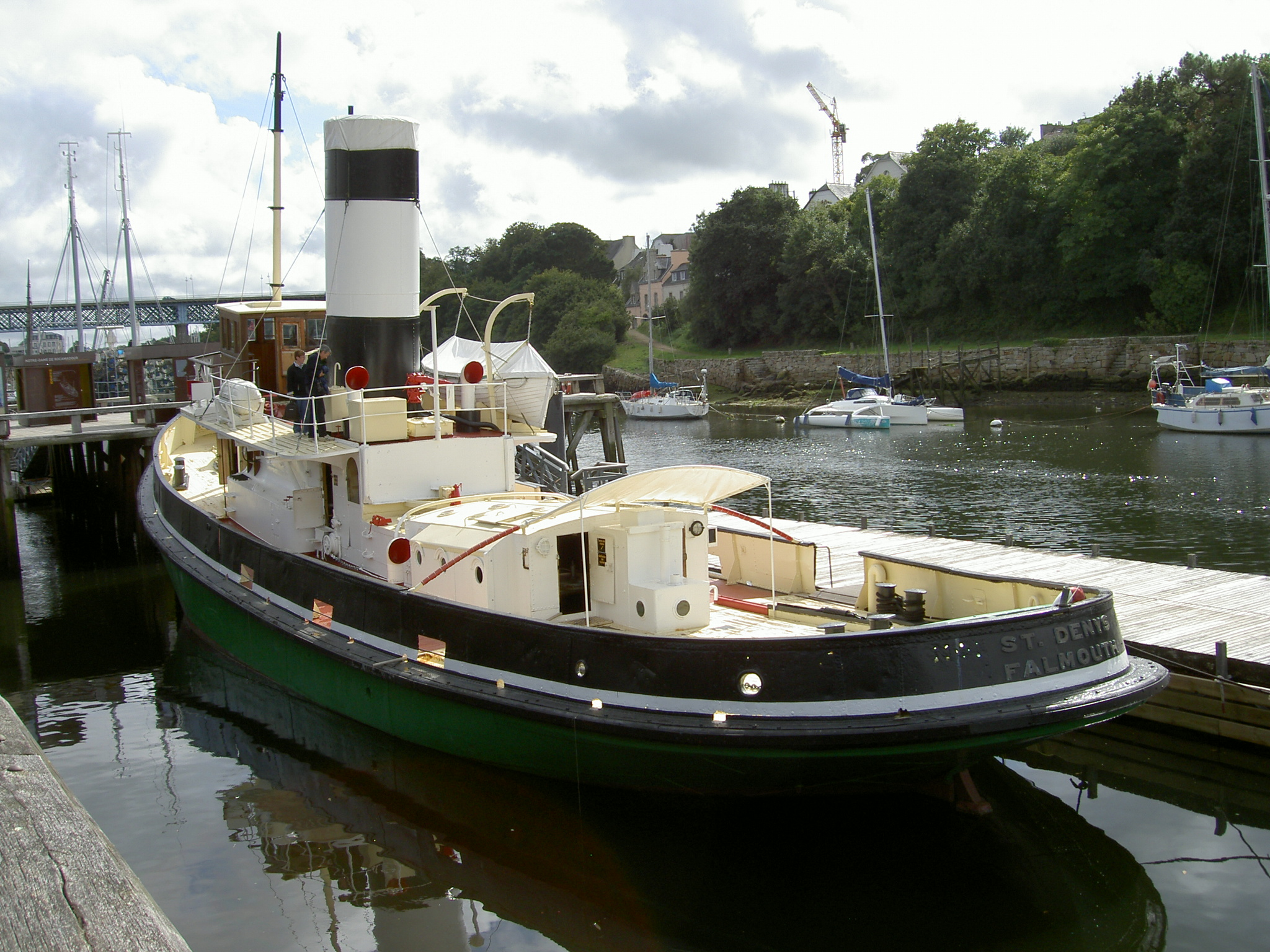
Le remorqueur Saint-Denys
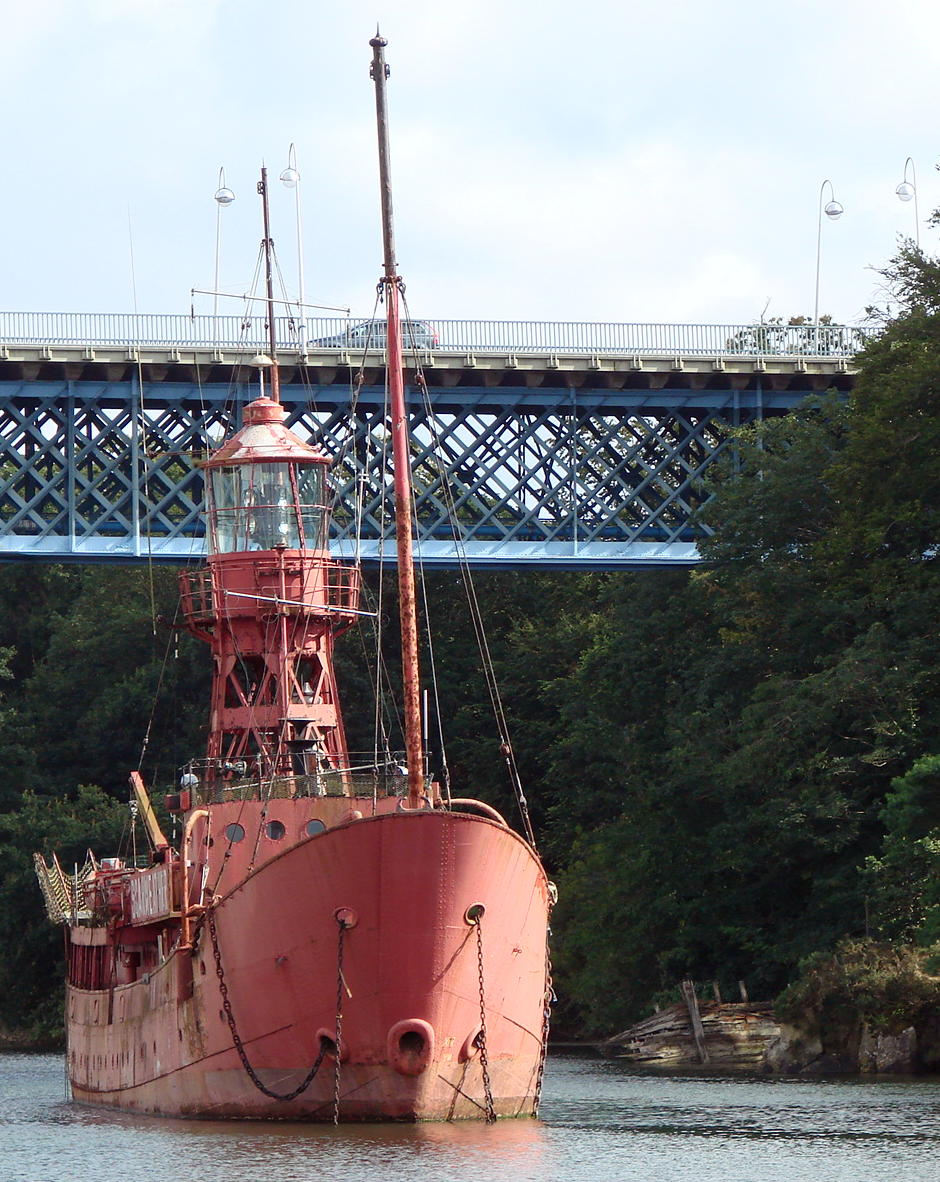
Le bateau-feu Scarweather
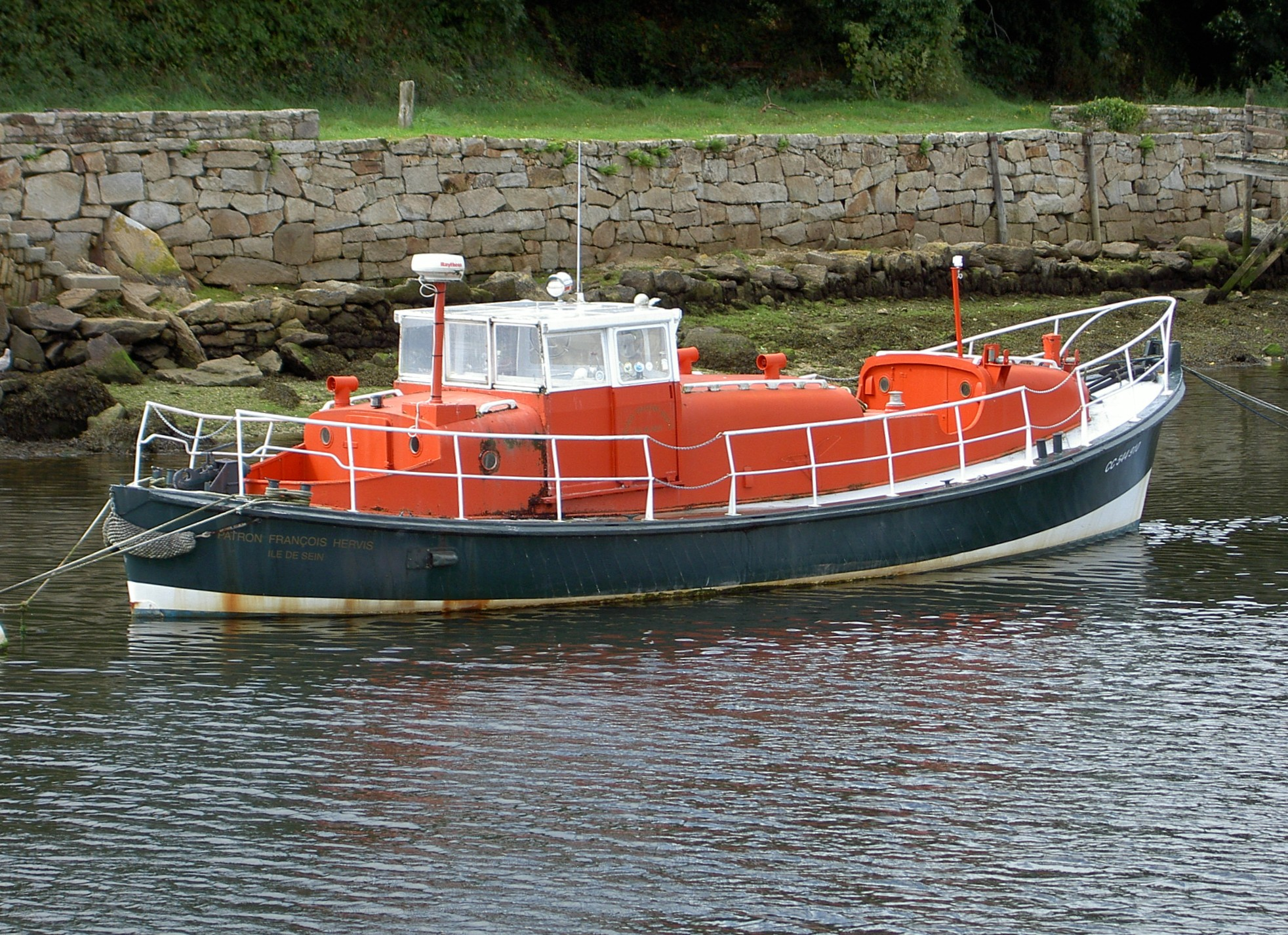
Ancien canot de sauvetage de l'Île de Sein Patron François Hervis
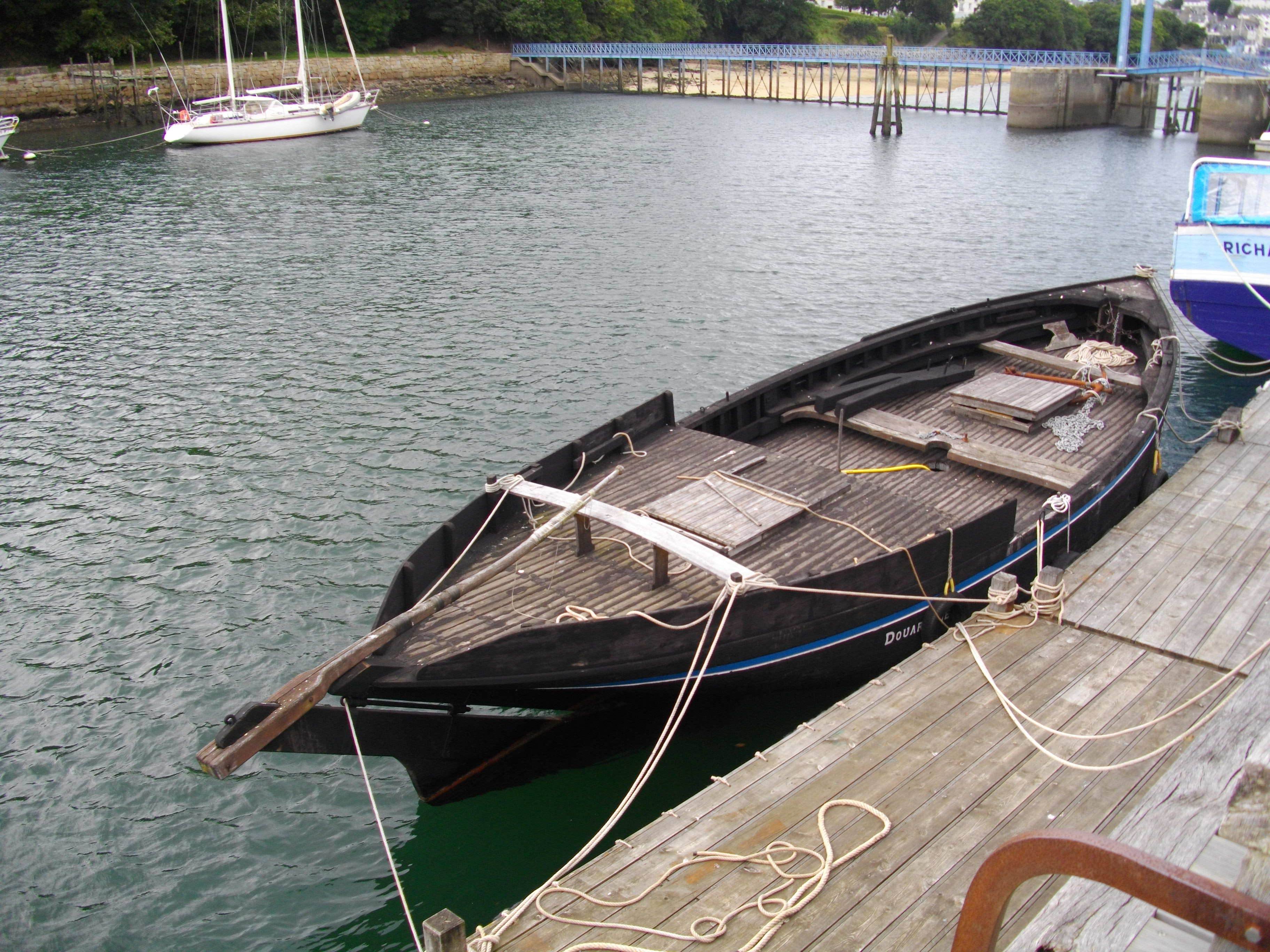
La chaloupe sardinière de Douarnenez An Eostig
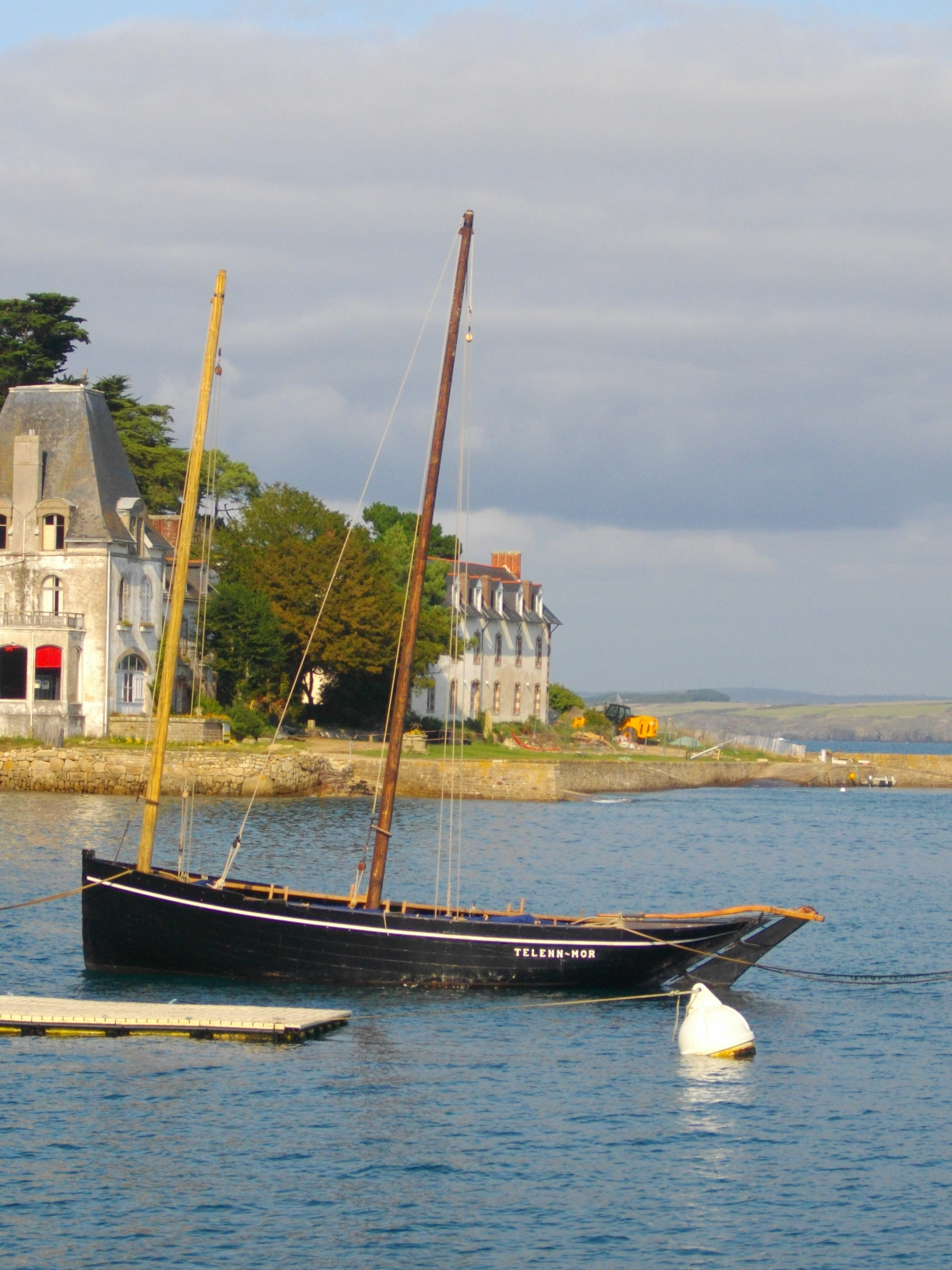
La chaloupe sardinière de Douarnenez Telenn-Mor
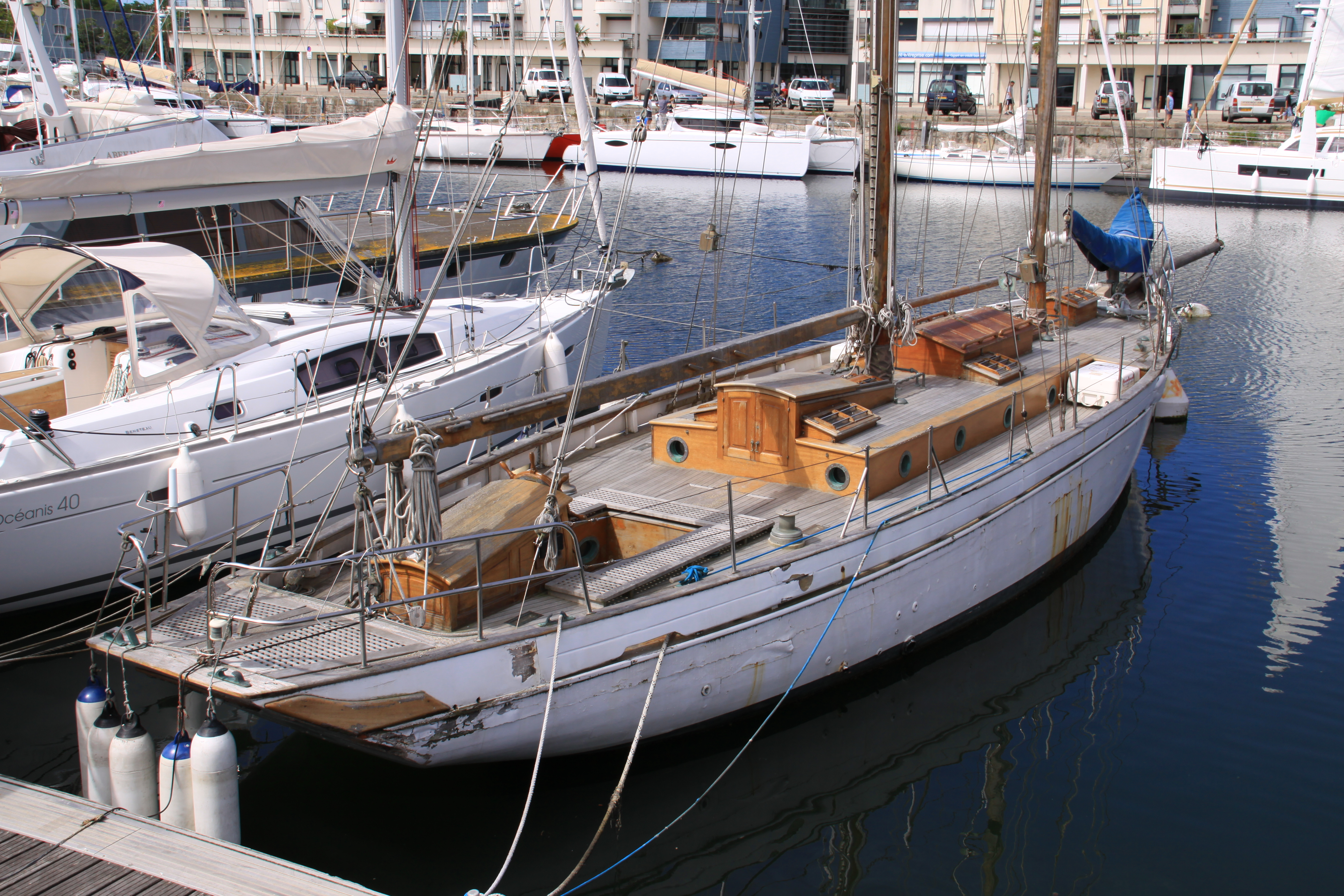
La goélette à deux mâts Escapade construite en bois immatriculée à Douarnenez
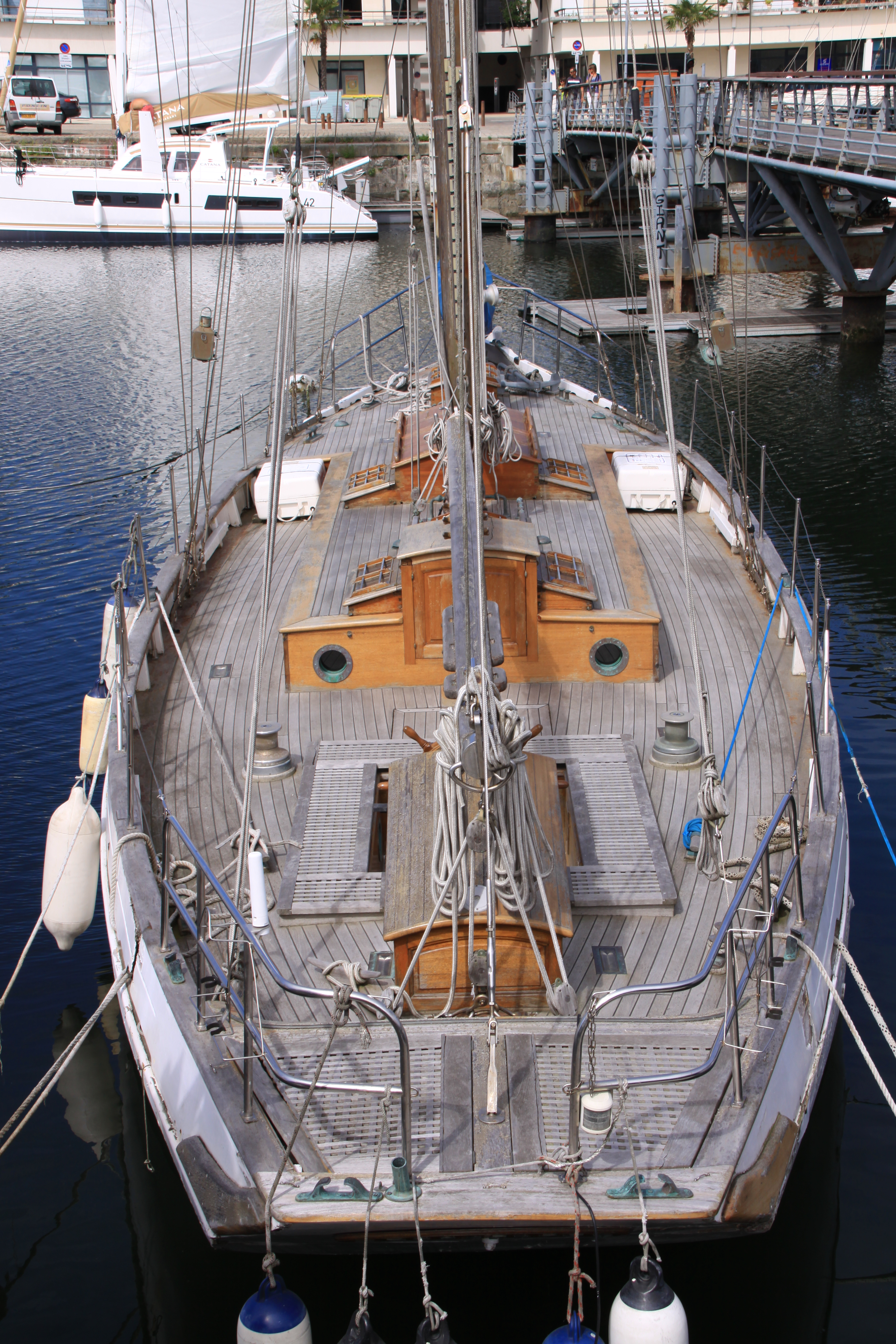
Le pont de la goélette à deux mâts Escapade
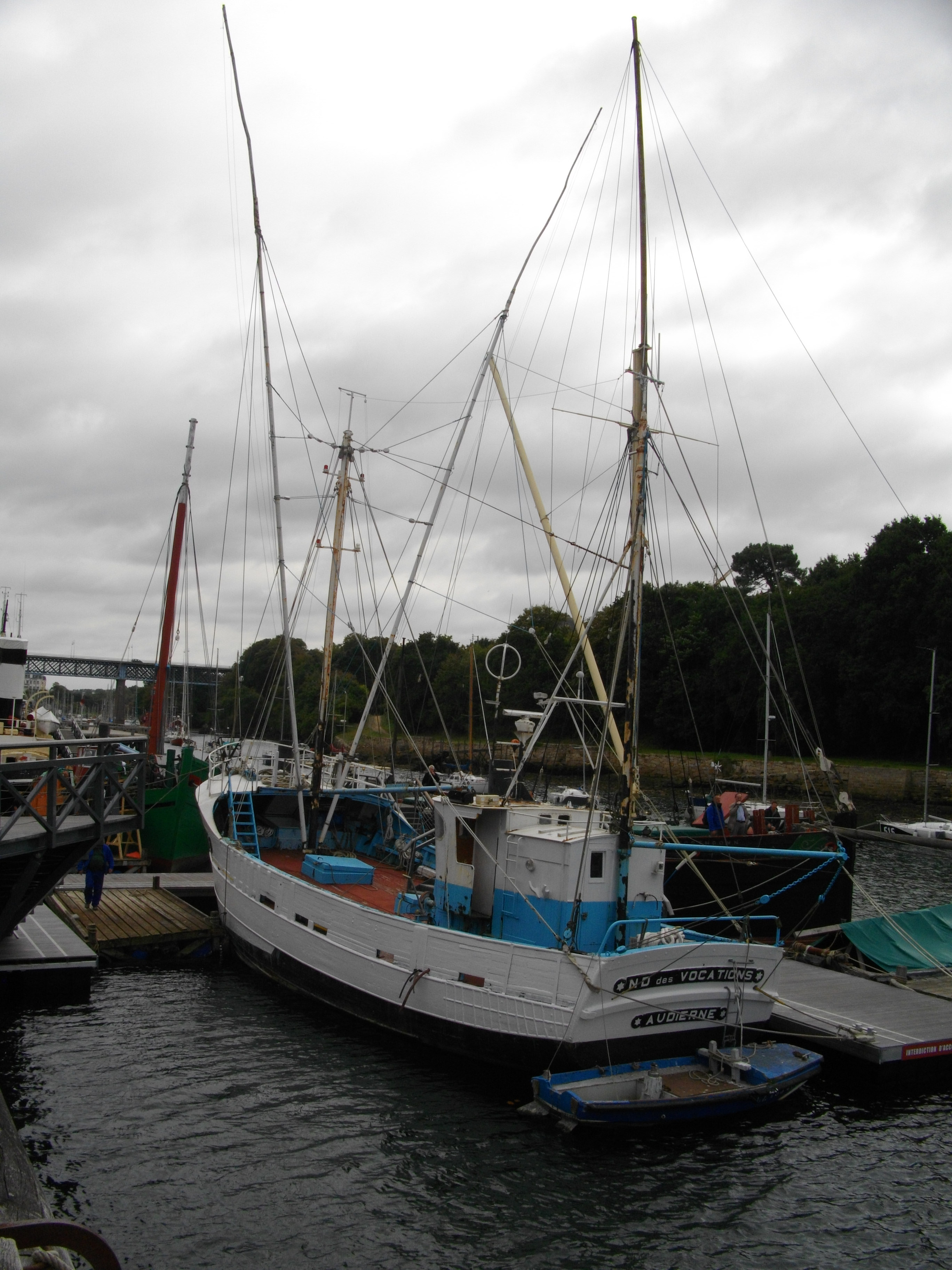
Le Notre-Dame des Vocations, ancien thonier d'Audierne
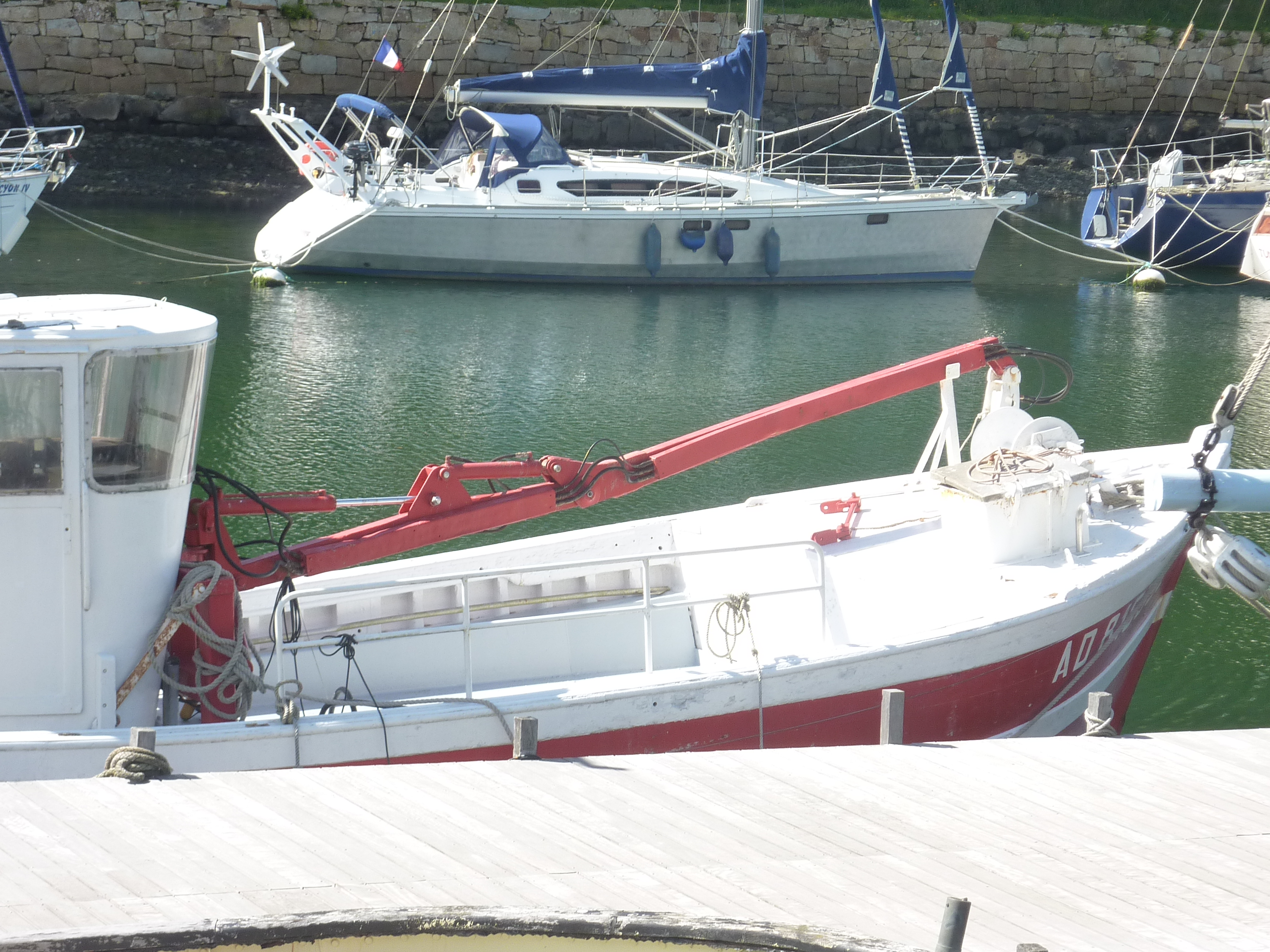
Pont avant du goémonier L'Estran, qui exploitait les laminaires aux environs de l'Île de Sein

En 2023, c'est la fin d’une longue page d’histoire qui se termine pour le Notre-Dame-de-Rocamadour, dernière des grandes unités de pêche à la langouste mauritanienne. Il sera déconstruit le langoustier du Port-Musée, inscrit aux collections des musées de France depuis 1991, il aurait fallu trouver près de trois millions d’euros. Des inquiétudes se font jour actuellement car d’autres bateaux du Port-Musée pourraient connaître le même destin.

## Hors musée
- L'Audiernais, gabare classée monument historique.
- Le Red Ar Mor, sloop caseyeur, classé monument historique : port de plaisance de Tréboul.
- Le Telenn-Mor, chaloupe sardinière appartenant à l'Association Treizour : Club nautique municipal de Tréboul-Douarnenez.
- Le Skellig, réplique de langoustier à voûte à voiles, construit au chantier naval associatif - Un Langoustier pour Douarnenez à Port-Rhu.